# Brahmandapurana
Brahmandapurana – hinduistyczny tekst religijny, jedna z osiemnastu wielkich puran (Mahapurana). Podzielona jest na cztery zasadnicze części o tytułach Prakrija, Anusanga, Upodghata i Upasamhara. Zawiera tekst Adhjatmaramajana. Przynależy do nauk śiwaizmu.
Treść obejmuje następującą tematykę:
- opis stworzenia świata materialnego od formy hiranjagarbha
- okresy czasu kalpa i juga
- geografia Dźambudwipy
- kult bogini Lalita
- wedanga.

Zamieszczone Brahmandapuranie w rozważania ontologiczne prowadzą drogą następujących elementów:
- hiranjagarbha ⇒ pradhana ⇒ mahat ⇒ bhutani ( źródło wszystkich istot) ⇒ żywioły.